# خدمات دوست‌یابی برخط

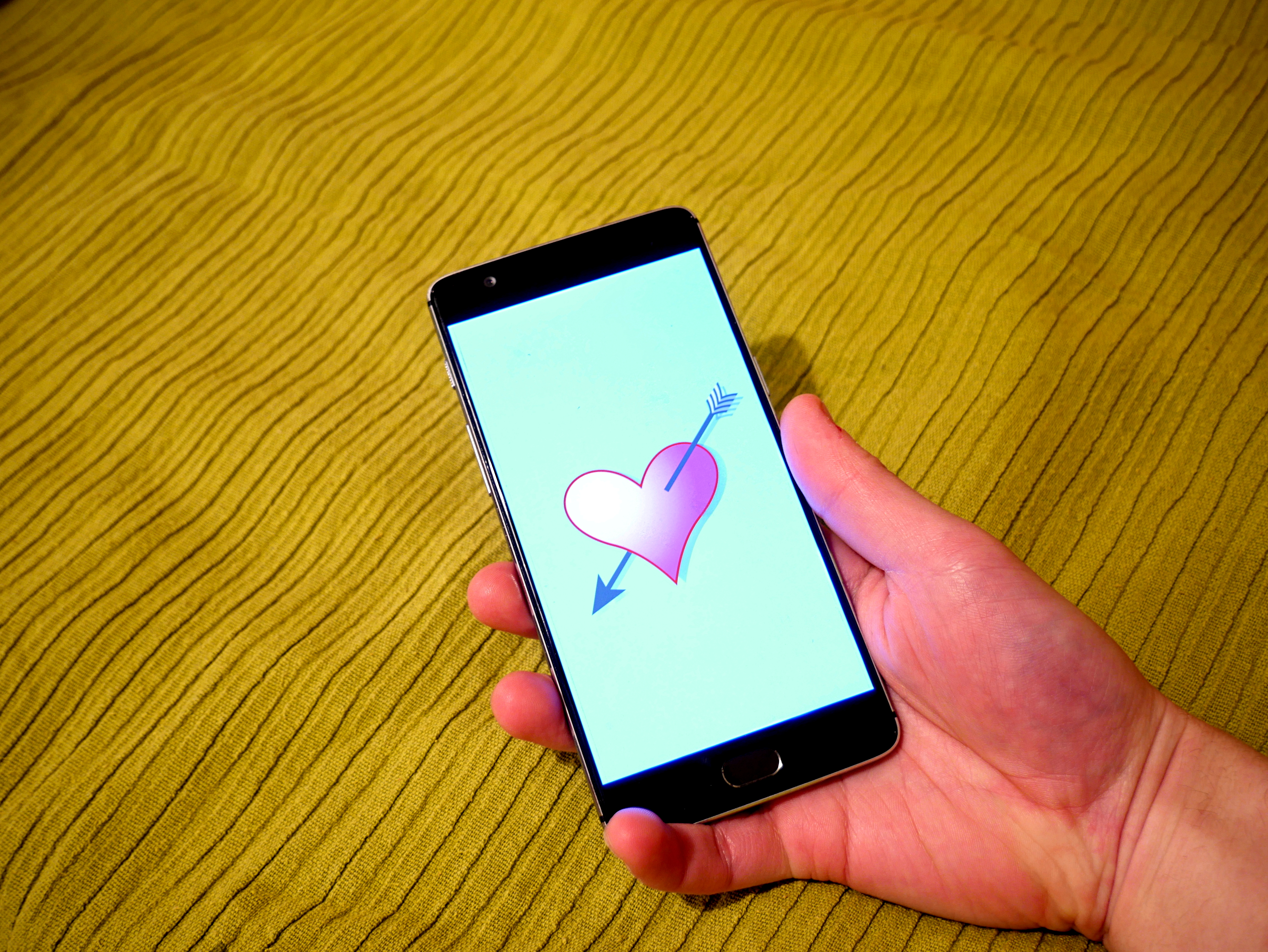
دوستیابی برخط

دوست‌یابی برخط یا اینترنتی (به انگلیسی: Online dating) نوعی تشکیلات دوست‌یابی است که به افراد، زوج‌ها و گروه‌ها این امکان را می‌دهد تا برای گسترش رابطهٔ شخصی، عشقی یا جنسی از طریق اینترنت با یکدیگر تماس بگیرند و ارتباط برقرار کنند.
ارائه‌دهندگان خدمات دوست‌یابی برخط معمولاً اعضای احتمالی را ملزم می‌کنند تا پیش از جستجوی پایگاه دادهٔ آن خدمات‌دهنده، اطلاعات شخصی خودشان را وارد کنند. اغلب وبگاه‌ها به اعضایشان این امکان را می‌دهند که تصاویری از خودشان را بارگذاری کنند و در تصاویر دیگران «چرخ» بزنند. ممکن است برخی از وبگاه‌ها خدمات دیگری از قبیل وبکست، گفتگوی اینترنتی، گفتگوی تلفنی (صدا روی پروتکل اینترنت) و تالار گفتگو را نیز ارائه دهند. در برخی از وبگاه‌ها ثبت‌نام رایگان است، اما برای استفاده از برخی خدمات هزینهٔ ماهیانه مطالبه می‌کنند. سایر وبگاه‌ها درآمد خود را از طریق تبلیغات کسب می‌کنند.

## آمار[۱]
بنابر نظرسنجی که در اکتبر 2019 در آمریکا انجام شد از هر 3 آمریکایی یک نفر از اپلیکیشن های دوستیابی استفاده میکند و در مجموع 23% آمریکایی ها با استفاده از این خدمات به یک دِیت (date) رفته اند اما فقط 11% از کل آمریکایی هایی که در نظر سنجی شرکت کرده اند, در یک رابطه ی بلندمدت یا ازدواج قرار گرفته اند. به عبارت دیگر,  اگر جامعه ی آماری را "آمریکایی هایی که از اپلیکیشن های آنلاین" استفاده میکنند در نظر بگیریم, 39% از آن ها به یک رابطه ی بلند مدت دست یافته اند.نظرسنجی مشابهی که در سال 2013 انجام شد نشان میداد که فقط 11% از آمریکایی ها از این اپلیکیشن ها استفاده میکنند و تنها 3% از آن ها در یک رابطه ی بلندمدت یا ازدواج قرار گرفته اند..
52% از آمریکایی ها اظهار داشتند که چنین خدماتی هیچ تاثیری (نه مثبت و نه منفی) بر کیفیت روابط دارند. 22% براین باورند که اپلیکیشن های دوستیابی تاثیر مثبتی داشته اند. اما 26% آن ها را مخرب و صرفا سازنده ی روابط سطحی میدانند. در مجموع نیمی از زنان باور دارند که اپلیکیشن های دیتینگ محلی نا امن برای دوست یابی است.
نظرسنجی اخیر نشان داد که آنلاین دیتینگ در میان گروه های اقلیت جنسی (همجنسگرایان, تراجنسگرایان و دوجنسگرایان) که بین 18 تا 29 سال سن دارند محبوبیت بیشتری دارد چراکه 20% از این افراد به کمک این خدمات ازدواج کرده اند و یا در رابطه ی بلند مدت قرار گرفته اند. به علاوه احتمال بیشتری وجود دارد که فارغ التحصیلان جوان به دیدار شخصی بروند که آنلاین با او آشنا شده اند. 
در مجموع بیشتر افراد تجربه ی مثبتی از اپلیکیشن های دوستیابی دارند. مزایایی که آن ها بیان کردند عبارتند از:
1. پیدا کردن کسی که ظاهر فیزیکی جذاب و علایق مشترکی داشته باشند راحتتر است.[۳]

اما در مقابل مشکلاتی هم برای چنین خدماتی وجود دارد که عبارتند از:
1. از هر 10 نفر 7 نفر گفتند که شخص مورد نظر ممکن است خود را بهتر و خواستنی تر از آنچه که واقعا هست بیان کند.[۱]
2. اغلب افراد (45%) هنگام استفاده از این اپلیکیشن ها احساس سرخوردگی میکنند و در مقابل تنها 28% نسبت به پیدا کردن یک شخص مناسب امیدوار هستند.[۴]
3. 60% زنان 18 تا 34 سال اظهار داشتند که بعد از آنکه به کسی جواب منفی داده اند آن شخص همچنان با آن ها تماس گرفته است.[۴]
4. 57% از زنان اظهار داشتند که آن ها عکس ها و یا متن های جنسی را دریافت کرده اند که نمی خواستند. [۴]
5. برخی از مردان ممکن است به انداره ی کافی پیام دریافت نکنند اما در مقابل برخی از زنان بیش از حد پیام دریافت میکنند.[۴]
6. 50% افراد اعتقاد دارند که سایرین میتوانند با استفاده از اکانت های کلاهبرداری کنند.[۳]
7. 25% افراد اظهار داشتند که مورد اذیت و آزار و یا تهدید آنلاین قرار گرفته اند.[۴]
8. 18% از نقض حریم خصوصی گلایه کردند.[۱]